# ミーシャ・ジャネット
ミーシャ・ジャネット（Misha Janette、1983年 - ）は、アメリカ生まれ、文化服装学院 スタイリスト科卒業。ファッションディレクター、ジャーナリスト、ブロガーである。2013年4月よりZOOM Emotions, Inc.所属

## 来歴・人物
1983年アメリカ、ワシントン州で生まれる。
ファッションを勉強するため2004年に来日し、文化服装学院スタイリスト科入学。
卒業後、在学中にアシスタントをしていた英字新聞「The Japan Times」のライターを引き継ぐこととなり、それ以来ファッションジャーナリストとして活動開始。
スタイリストとして米国トップアーティストのニッキー・ミナージュの来日プロモーション衣装を手掛けた。
2011年4月グローバルスタンダードのファッションブログ「Tokyo Fashion Diaries」を英語、日本語、中国語の３言語でスタート。
「Tokyo Fashion Diaries」は VOGUE×伊勢丹のインタラクティブ・ピープル企画で東京のトップファッションブログの一つとして評価され、米国ファッション情報サイト Racked.comの評価するブログトップ10にランクイン。
会社「Totteoki Inc」を2011年夏に設立。
PRADA東京 SS12のショーにてオフィシャルファッションブロガーとして参加。
2012年春よりスタートした「NHK カワイイ インターナショナル」（カワイイTV国際版）のホストも務めている。
FURLAによるアーティストとのコラボレーションプロジェクト「#CANDYCOOL」の日本プロジェクトメンバーとして参加。
「Tokyo Fashion Diaries」内でハイエンドファッションストーリーエディトリアルプロジェクトの「Tokyo Mode Diaries」を2013年7月にスタート。 第一弾はGiorgio Armaniとコラボレーションし、ゲストモデルとして女優、夏木マリが参加。

## 主な寄稿媒体
- The Japan Times
- 流行通信
- Wallpaper (magazine)
- 装苑
- VOGUEgirl
- Numéro TOKYO
- ELLEgirl
- CNNgo
- 花椿

## 主な出演

### ネット配信番組
- 東京EXTRA（2015年10月 - 、YouTube） - MC[1]